# Мус (приток Чуба)
Мус — река в России, протекает по Республике Коми. Устье реки находится в 0,2 км по правому берегу реки Чуб. Длина реки составляет 14 км.
В 1 км от устья по левому берегу реки впадает река Педъёль.

## Данные водного реестра
По данным государственного водного реестра России относится к Двинско-Печорскому бассейновому округу, водохозяйственный участок реки — Вычегда от города Сыктывкар и до устья, речной подбассейн реки — Вычегда. Речной бассейн реки — Северная Двина.
Код объекта в государственном водном реестре — 03020200212103000022644.